# Kirby (personaje)
Kirby (カービィ Kābī?) es un personaje ficticio y el protagonista de la serie de videojuegos Kirby, diseñado por Masahiro Sakurai en 1992 y desarrollado por Nintendo y HAL Laboratory. Desde su primera aparición en Kirby's Dream Land para Game Boy se ha convertido en uno de los personajes más populares de Nintendo, al punto de protagonizar más de 20 títulos —en su mayoría plataformas, aunque también de otros géneros— y ser uno de los protagonistas de la saga Super Smash Bros. Además ha sido incorporado a una variedad de productos que van desde un manga hasta una serie de dibujos animados.
Kirby es descrito como una criatura esférica de color rosa que vive en el planeta Pop Star. Su principal habilidad es absorber objetos y enemigos para lanzarlos en forma de estrella, o bien tragárselos y copiar sus habilidades. También es capaz de expandir su cuerpo con aire para sobrevolar el escenario. Desde la primera entrega ha tenido un aspecto amistoso e inocente, y sus juegos han sido diseñados con el objetivo de que cualquier persona pudiera completarlos sin importar su experiencia previa.

## Creación del personaje
El creador del Kirby es Masahiro Sakurai, un diseñador de videojuegos que había comenzado a trabajar en HAL Laboratory, desarrolladora asociada a Nintendo. Sakurai propuso hacer un plataformas para Game Boy que cualquier jugador pudiera completar, lo que dio origen a Kirby's Dream Land (1992). Al principio diseñó un prototipo de personaje, una sonriente esfera rosa con zapatos, que serviría en las simulaciones gráficas hasta encontrar el diseño definitivo. Sin embargo, a los responsables de HAL les gustó tanto su sencillez que decidieron convertirlo en el protagonista.
Kirby sufrió modificaciones durante el desarrollo del videojuego. En un primer momento iba a llamarse «Popopo» (ポポポ), pero Shigeru Miyamoto decidió cambiarlo a «Kirby» porque ese nombre tenía más sonoridad. Además era un homenaje al abogado John Kirby, quien ocho años atrás había defendido a Nintendo en el caso abierto por Universal City Studios por una presunta infracción de derechos de autor. También hubo dudas respecto al color: Sakurai siempre quiso que el personaje fuese rosa, mientras que Miyamoto lo prefería amarillo. No obstante, el desarrollador Satoru Iwata no podía usar colores por las limitaciones técnicas de Game Boy, así que tanto en la portada de Kirby's Dream Land como en la promoción para Estados Unidos se dibujó a Kirby de blanco. Aun así, el rosa se mantuvo en las ilustraciones oficiales y a partir de Kirby's Adventure (NES, 1993) se empezó a utilizar en las portadas.

## Características

### Aspecto físico
El cuerpo de Kirby es esférico, de color rosado, con unos brazos rechonchos y dos zapatos rojos. Sus ojos son ovalados y de color negro, y en la parte inferior tiene dos mejillas sonrosadas. Su cuerpo es blando y flexible, lo que le permite aumentar de tamaño, abrir la boca para absorber enemigos, o inflarse a sí mismo para volar. A lo largo de la historia ha sido rediseñado varias veces para dotarle de un aspecto más tierno, con líneas redondeadas y ojos de mayor tamaño. De acuerdo con la biografía oficial de Nintendo, mide 20 centímetros.
Aunque la saga no ha desarrollado este concepto en profundidad, Kirby no es el único de su especie y hay personajes similares en su universo. El ejemplo más conocido es Meta Knight.

### Personalidad
Kirby proviene del planeta Pop Star, donde vive en una casa con forma de cúpula en el lugar imaginario de Dream Land. Tiene una actitud positiva, amistosa e ingenua, y en ocasiones se le caracteriza con un apetito voraz. Además es alguien valiente y siempre dispuesto a usar sus poderes para ayudar a los demás. Este patrón se ha mantenido tanto en la saga Kirby como la saga Super Smash Bros. A pesar de su carácter amistoso, Kirby tiene a veces un comportamiento impulsivo.
Los principales rivales de Kirby son el Rey Dedede, un pingüino glotón que debutó como jefe final en Kirby's Dream Land, y Meta Knight, un personaje similar a Kirby que va armado con una espada y que debutó en la primera entrega de NES.
Los diálogos de Kirby suelen limitarse a efectos sonoros, onomatopeyas y a la descripción de aspectos del juego en el menú. La actriz de doblaje que le presta su voz desde 1999 es Makiko Ōmoto; anteriormente fue interpretada por Mayumi Tanaka (1993) y Taeko Kawata (1994).

### Habilidades

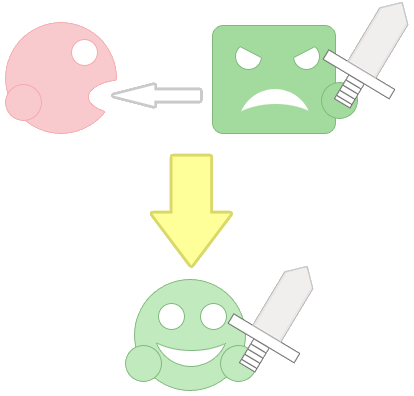
Kirby es capaz de absorber a un enemigo y, si va armado, puede tragárselo para copiar su habilidad.

La principal habilidad de Kirby desde la primera entrega de la serie es absorber objetos y enemigos con la boca, para después escupirlos a gran velocidad con forma de estrella. Tanto su boca como su cuerpo se expanden para inhalar objetos más grandes que él. Sin embargo, no puede absorber cosas demasiado pesadas ni a los jefes de nivel; su única opción en esas situaciones es usar los objetos del escenario como munición o interceptar los ataques del rival para devolvérselos. Del mismo modo, en cada nivel hay alimentos que potencian sus habilidades, como la piruleta (invencibilidad), el tomate (puntos de vida) o el plato de curry picante (bolas de fuego).
Además, Kirby es capaz de absorber aire para flotar como un globo, volando a baja velocidad gracias al movimiento de sus brazos. Aunque en la mayoría de juegos puede flotar sin límite, en otros como Kirby 64 corre el riesgo de agotarse si no descansa antes. Para transportarse a otros niveles, utiliza una nave con forma de estrella (Warp Star) que le permite desplazarse a gran velocidad.
A partir de Kirby's Adventure, el personaje es capaz de absorber enemigos y copiar sus habilidades. Por ejemplo, si un enemigo blande una espada y Kirby lo absorbe, al tragárselo se convierte en un espadachín. Kirby solo puede copiar una habilidad y para tragarse otro enemigo debe descartar el poder anterior. Además, si sufre mucho daño el poder sale expulsado en forma de estrella, aunque puede recuperarlo si lo inhala de nuevo. El concepto de las habilidades ha sido ampliado en posteriores títulos.
Por otro lado, Kirby puede recurrir a aliados que le permiten superar los niveles con más facilidad. En Kirby's Dream Land 2 podía montarse en tres animales: Rick el hámster (velocidad), Coo el búho (vuelo rápido) y Kine el pez luna (natación). Y a partir de Kirby's Dream Land 3 el elenco se amplía hasta siete aliados: uno que acompaña al protagonista y puede ser invocado en cualquier momento (Gooey) y seis auxiliares.
Hay títulos en los que Kirby emplea una dinámica distinta a la habitual para completar sus aventuras. En Kirby: el pincel del poder (Nintendo DS, 2006), el jugador debe utilizar la pantalla táctil para manejar a Kirby en recorridos dibujados con el stylus. Y en Kirby's Epic Yarn (Wii, 2010) el personaje es incapaz de absorber nada porque ha sido transformado en un hilo y es hueco, de modo que deberá transformarse en otros objetos.

## Juegos

### Serie Kirby
Kirby protagoniza una serie de videojuegos que comenzó con el lanzamiento de Kirby's Dream Land para Game Boy en 1992. La mayoría de los títulos son videojuegos de plataformas en los que Kirby debe combatir enemigos, resolver rompecabezas y desafiar a jefes finales. Sin embargo, también se han hecho versiones de pinball (Kirby's Pinball Land, Kirby's Block Ball), golf (Kirby's Dream Course), minijuegos (Kirby Super Star) e incluso un Videojuego de carreras (Kirby Air Ride). Muchos títulos apuestan por características propias de las videoconsolas de Nintendo, como el uso de la pantalla táctil en Nintendo DS (El pincel del poder) y en Wii U (Kirby and the Rainbow Paintbrush). Los títulos más reciente de la serie son Kirby y la tierra olvidada y Kirby's Dream Buffet, ambos de 2022 para Nintendo Switch.
Las apariciones de Kirby no se limitan a su saga: también ha hecho un cameo en The Legend of Zelda: Link's Awakening (Game Boy, 1993).

### Super Smash Bros.
Además de su propia serie, Kirby es uno de los protagonistas del videojuego de lucha Super Smash Bros., también creado por Masahiro Sakurai. Está disponible desde la primera edición para Nintendo 64 y fue la única opción disponible de su saga hasta Super Smash Bros Brawl, cuando también fueron incluidos Rey Dedede y Meta Knight. En el modo aventura de Super Smash Bros. Ultimate (Nintendo Switch, 2018), Kirby es el único personaje disponible de inicio y el jugador tiene que desbloquear al resto del plantel.

### Manga y anime
En 2001 se estrenó un anime infantil ambientado en la saga Kirby, Hoshi no Kirby (星のカービィ Hoshi no Kābī?), producido por Studio Comet con dirección de Sōji Yoshikawa. En total llegaron a emitirse 100 episodios a lo largo de cuatro temporadas, y las dos últimas fueron estrenadas primero en Estados Unidos bajo licencia de 4Kids.
Además se han publicado varias series de manga kodomo. La más larga, Hoshi no Kirby (星のカービィ デデデでプププなものがたり DeDeDe de PuPuPu na Monogatari?), abarca 25 tomos desde 1994 hasta 2006, escritos por Hirokazu Hikawa, y ha vendido más de 10 millones de ejemplares solo en Japón.